# Mount Usborne
Mount Usborne je hora na Východním Falklandu. Se svou výškou 705 metrů nad mořem je nejvyšší horou celého falklandského souostroví. Hora je poprvé zmíněna v 9. kapitole knihy Charlese Darwina Zoology of the Voyage of H.M.S. Beagle a je pojmenovaná po Darwinově asistentovi na HMS Beagle.
Na Mount Usborne a blízkém okolí lze pozorovat výsledky ledovcové činnosti, zejména kary a ledovcová jezera. Mount Adam na Západním Falklandu je o pouhých sedm metrů nižší než Mount Usborne.